# Ahanta West
Dystrykt Ahanta West – jeden z 14 dystryktów Regionu Zachodniego w Ghanie.
Ważniejsze miasta dystryktu:
- Agona Nkwanta
- Aboadi
- Abura
- Adjua
- Agona Fie
- Akatachi
- Akwidaa Newtown
- Apowa
- Beahu
- Bokoro
- Busua
- Dixcove
- Egyam
- Egyambra
- Ewusiejo
- Funko
- Hotopo
- Kejabill
- New Amanful
- Princess Town
- Yabiw